# Coromène
La Coromène est un roman inachevé ou inédit, attribué à Tristan L'Hermite, mentionné pour la première fois par Paul Pellisson dans son Histoire de l'Académie française en 1652. Selon certains spécialistes de l'œuvre de Tristan, la Carte du royaume d'Amour serait un fragment conservé du roman.

## Présentation
La Coromène, histoire orientale est mentionné comme un projet de roman par Paul Pellisson, dans son Histoire de l'Académie française en 1652. Dans la biographie qu'il consacre à Tristan L'Hermite en 1895, Napoléon-Maurice Bernardin ironise sur « la légèreté avec laquelle on a écrit l'histoire littéraire au siècle dernier, et même quelquefois dans le nôtre ».
En effet, certains auteurs n'hésitent pas à présenter le roman comme publié. Antoine de Léris, dans son Dictionnaire portatif, historique & littéraire des théâtres de 1754, en fait deux publications séparées : « La Cromène [sic] ou L'Histoire orientale ». Enfin, Édouard Fournier, dans « l'incroyable notice qu'il a consacrée à Tristan », note que le poète « fut pour une bonne part dans le roman de La Coromène, histoire orientale ». En réalité, le roman n'a jamais été publié. S'il fut achevé, son auteur était « assez négligent, et malade » pour que l'édition en soit différée puis annulée, Augustin Courbé ayant vendu son fonds romanesque en 1658 ou 1659. Tristan était mort depuis près d'un an, le 7 septembre 1655.

## Analyse
Considérant Le Page disgracié en 1946, Marcel Arland considère que « l'œuvre de Tristan nous paraîtrait moins insolite, si elle était un pur roman. Un pur roman, il semble que Tristan, après le Page, ait voulu s'y risquer. Ce vrai roman devait s'appeler Coromène, et Tristan, si l'on en croit un de ses éditeurs, avait choisi pour théâtre toute la mer orientale, et pour ses personnages les plus grands princes de l'Asie — cela nous fait un peu frémir ».
La Carte du royaume d'Amour attribuée à Tristan par Charles Sorel serait un fragment conservé du roman, selon Napoléon-Maurice Bernardin.

### Ouvrages généraux
- Édouard Fournier et Eugène Crépet (éd.), Les poëtes français, recueil des chefs-d'œuvre de la poésie française depuis les origines jusqu'à nos jours : « Tristan », t. II, de Ronsard à Boileau, Paris, Gide, 1861, 779 p. (lire en ligne), p. 539-551
- Antoine de Léris, Dictionnaire portatif des théâtres, Paris, Jombert, 1754, XLVIII-557 p. (lire en ligne)
- Paul Pellisson et Pierre-Joseph Thoulier d'Olivet, Histoire de l'Académie Françoise depuis son établissement jusqu'à 1652, t. I, Paris, Jean-Baptiste Coignard, 1729, 363 p. (lire en ligne), p. 355-358

### Biographie
- Marcel Arland, Le Promenoir de Tristan, préface pour Le Page disgracié, Paris, Éditions Stock, coll. « À la Promenade » (no 7), 1946, 324 p., p. 7-44
- Napoléon-Maurice Bernardin, Un Précurseur de Racine : Tristan L'Hermite, sieur du Solier (1601-1655), sa famille, sa vie, ses œuvres, Paris, Alphonse Picard, 1895, XI-632 p.
- Amédée Carriat (présentation et annotations), Tristan L'Hermite : Choix de pages, Limoges, Éditions Rougerie, 1960, 264 p.